# Deutsche Feldhandball-Meisterschaft 1933/34
Die Deutsche Feldhandball-Meisterschaft 1933/34 war die vierzehnte deutsche Feldhandball-Meisterschaft und die erste vom Fachamt 4 des Deutschen  Reichsausschusses für Leibesübungen (DRL) organisierte Meisterschaft. Im Zuge der Gleichschaltung wurden die historisch gewachsenen Verbandsgebiete nun den politischen Gliederungen angepasst. Es entstanden 16 Handball-Gauligen, deren Sieger sich für die Meisterschaft qualifizierten.
Die diesjährige Meisterschaft fand erneut im K.-o.-System statt. Der Polizei SV Darmstadt setzte sich im Finale am 10. Juni 1934 gegen die SpVgg Fürth trotz 3:4-Rückstand zur Halbzeit mit 9:8 durch und wurde erstmals Deutsche Handballmeister.

## Teilnehmer an der Endrunde
| Verein                | Qualifiziert als                           |
| --------------------- | ------------------------------------------ |
| TV Neufahrwasser      | Meister der Gauliga I Ostpreußen           |
| MSV Greif Stettin     | Meister der Gauliga II Pommern             |
| Askanischer TV Berlin | Meister der Gauliga III Berlin-Brandenburg |
| Borussia Carlowitz    | Meister der Gauliga IV Schlesien           |
| Sportfreunde Leipzig  | Meister der Gauliga V Sachsen              |
| Polizei SV Magdeburg  | Meister der Gauliga VI Mitte               |
| SV Polizei Hamburg    | Meister der Gauliga VII Nordmark           |
| SV Limmer 1910        | Meister der Gauliga VIII Niedersachsen     |
| MSV Hindenburg Minden | Meister der Gauliga IX Westfalen           |
| TuRa Barmen           | Meister der Gauliga X Niederrhein          |
| TV 1875 Algenrodt     | Meister der Gauliga XI Mittelrhein         |
| TV Wetzlar            | Meister der Gauliga XII Hessen             |
| Polizei SV Darmstadt  | Meister der Gauliga XIII Südwest           |
| SV Waldhof Mannheim   | Meister der Gauliga XIV Baden              |
| Esslinger TSV 1845    | Meister der Gauliga XV Württemberg         |
| SpVgg Fürth           | Meister der Gauliga XVI Bayern             |

## Vorrunde
| Datum          |                         | Ergebnis |                       |
| -------------- | ----------------------- | -------- | --------------------- |
| 29. April 1934 | TV Wetzlar              | 01:12    | Polizei SV Darmstadt  |
| 29. April 1934 | Eßlinger TSV 1845       | 05:12    | SpVgg Fürth           |
| 29. April 1934 | SV Waldhof Mannheim     | 12:40    | TV 1875 Algenrodt     |
| 29. April 1934 | TV Danzig-Neufahrwasser | 00:15    | Polizei SV Magdeburg  |
| 29. April 1934 | MSV Hindenburg Minden   | 03:40    | Askanischer TV Berlin |
| 29. April 1934 | Borussia Carlowitz      | 05:90    | Sportfreunde Leipzig  |
| 29. April 1934 | TuRa Barmen             | 13:60    | SV Limmer 1910        |
| 29. April 1934 | MSV Greif Stettin       | 04:50    | SV Polizei Hamburg    |

## Zwischenrunde
| Datum        |                       | Ergebnis |                      |
| ------------ | --------------------- | -------- | -------------------- |
| 13. Mai 1934 | Polizei SV Darmstadt  | 10:70    | TuRa Barmen          |
| 13. Mai 1934 | SpVgg Fürth           | 08:50    | SV Waldhof Mannheim  |
| 13. Mai 1934 | Sportfreunde Leipzig  | 10:70    | Polizei SV Magdeburg |
| 13. Mai 1934 | Askanischer TV Berlin | 09:70    | Polizei SV Hamburg   |

## Halbfinale
| Datum        |                      | Ergebnis |                       |
| ------------ | -------------------- | -------- | --------------------- |
| 27. Mai 1934 | Sportfreunde Leipzig | 04:50    | Polizei SV Darmstadt  |
| 27. Mai 1934 | SpVgg Fürth          | 09:50    | Askanischer TV Berlin |

## Finale
| Polizei SV Darmstadt | Polizei SV Darmstadt                                                                                               | SpVgg Fürth | SpVgg Fürth |
| Flagge nicht bekannt | 10. Juni 1934 in Darmstadt (Hochschulstadion) Ergebnis: 9:7 (3:4) Zuschauer: 15.000 Schiedsrichter: Zeius (Aachen) | 10. Juni 1934 in Darmstadt (Hochschulstadion) Ergebnis: 9:7 (3:4) Zuschauer: 15.000 Schiedsrichter: Zeius (Aachen) |             |
| Flagge nicht bekannt | Kipfer – Walter, Pfeiffer, Unmacht, Georg Dascher, Rudolf Stahl, Sommer, Huber, Leonhardt, Spalt, Rothermel        | Fürther – Grüner, Dölfel, Henninger, Gebhardt, Herath, Goldstein, Hirsch, Seidel, Zacherl, Träg                    |             |
| Flagge nicht bekannt | 1:2 Leonhardt 2:3 Dascher 3:3 Spalt 4:4 Rothermel 5:4 Spalt 6:6 Leonhardt 7:6 Leonhardt 8:6 Rothermel 9:6 Spalt    | 0:1 Zacherl 0:2 Goldstein 1:3 Träg 3:4 Zacherl 5:5 Goldstein 5:6 Hirsch 9:7 Hirsch                                 |             |